# Allen Lanier
Allen Lanier (25 de junio de 1946-14 de agosto de 2013) fue un miembro original de Blue Öyster Cult. Lanier tocaba los teclados y guitarra rítmica. Residió en Manhattan.
Lanier escribió varias canciones de los álbumes de Blue Öyster Cult, incluyendo "True Confessions", "Tenderloin", "Searchin' for Celine", "In Thee" y "Lonely Teardrops". Además de su trabajo con Blue Oyster Cult, también contribuyó a la música de Patti Smith, Jim Carroll, The Dictators y The Clash, entre otros. Salió con Patti Smith durante varios años en la década de 1970.
Lanier se presentó primero con la banda (entonces conocido como Soft White Underbelly) en 1967. Dejó el grupo en 1985, y fue reemplazado por Tommy Zvoncheck (de Clarence Clemons y Public Image Ltd con las que obtuvo fama). Regresó en 1987. Se retiró de los escenarios con ellos después del otoño de 2006.
Falleció el 14 de junio de 2013 a los 67 años, de una enfermedad pulmonar obstructiva crónica.